# Ricky Skaggs
Ricky Lee Skaggs (Cordell, 18 luglio 1954) è un cantante, musicista e produttore discografico statunitense.
Polistrumentista e virtuoso del mandolino, Ricky Skraggs è considerato uno dei migliori musicisti nel panorama statunitense, nonché uno dei volti più conosciuti della musica bluegrass e del genere country.
Nella sua carriera ha vinto numerosi riconoscimenti, tra i quali 15 Grammy awards e di 8 Country Music Association Awards.
Nel corso di una carriera che ha spaziato per sette decadi diverse, egli è divenuto un membro fisso del prestigioso Grand’ Ole Opry e, grazie al successo commerciale riscontrato, è station grado di riaccendere l'interesse del pubblico per la musica country neotradizionale.
Durante la sua attività ha raggiunto per ben 11 volte la prima posizione della classifica delle canzoni country stilata da Billboard ed ha inoltre piazzato 6 album nella classifica Billboard Hot 200.

## Biografia

### Infanzia ed inizi
Nato in Kentucky, fin da giovane Skaggs ha dimostrato la passione per la musica bluegrass e per il mandolino, cominciando a suonare lo strumento a soli 5 anni.
Da adolescente Skaggs iniziò a suonare e a cantare sul palco assieme alla leggenda Bill Monroe.

### Carriera musicale
Nel corso degli anni '70 ha lavorato con Keith Whitley e Ralph Stanley. In seguito si è unito ai The Country Gentlemen di Washington ed ha accompagnato Emmylou Harris nella sua Hot Band.
Dopo aver esordito come artista solista, diviene membro fisso del prestigioso Grand Ole Opry nel 1982, diventando il più giovane membro fino a quel momento. Nello stesso periodo comincia a solidificarsi la sua immagine di leggenda della musica country, tanto da ricevere elogi anche dal virtuoso chitarrista Chet Atkins.
Negli anni '80 pubblica diversi dischi di successo, tra i quali quello del 1982 dal titolo Highways & Heartaches. Il successo dell'album è grandissimo e vende nei soli Stati Uniti oltre 1 milione di copie, venendo certificato disco di platino. Il disco contiene anche il successo "Highway 40 Blues".
Successivamente comincia a collaborare con numerosi artisti, nell'album "Country Boy" incide infatti un duetto con Bill Monroe. Un'altra collaborazione di grande rilievo è quella da produttore del disco di Dolly Parton dal nome White Limozeen.
Negli anni '90 torna alle radici bluegrass e di musica gospel con la sua band, i Kentucky Thunder, con i quali vince diversi Grammy Awards.
Nel 2007 pubblica un album collaborativo con Bruce Hornsby. Ha lavorato in collaborazione anche con Tony Rice, Earl Scruggs, Doc Watson, The Whites (la cui cantante Sharon White è sua moglie dal 1981), Barry Gibb e altri.

## Vita privata

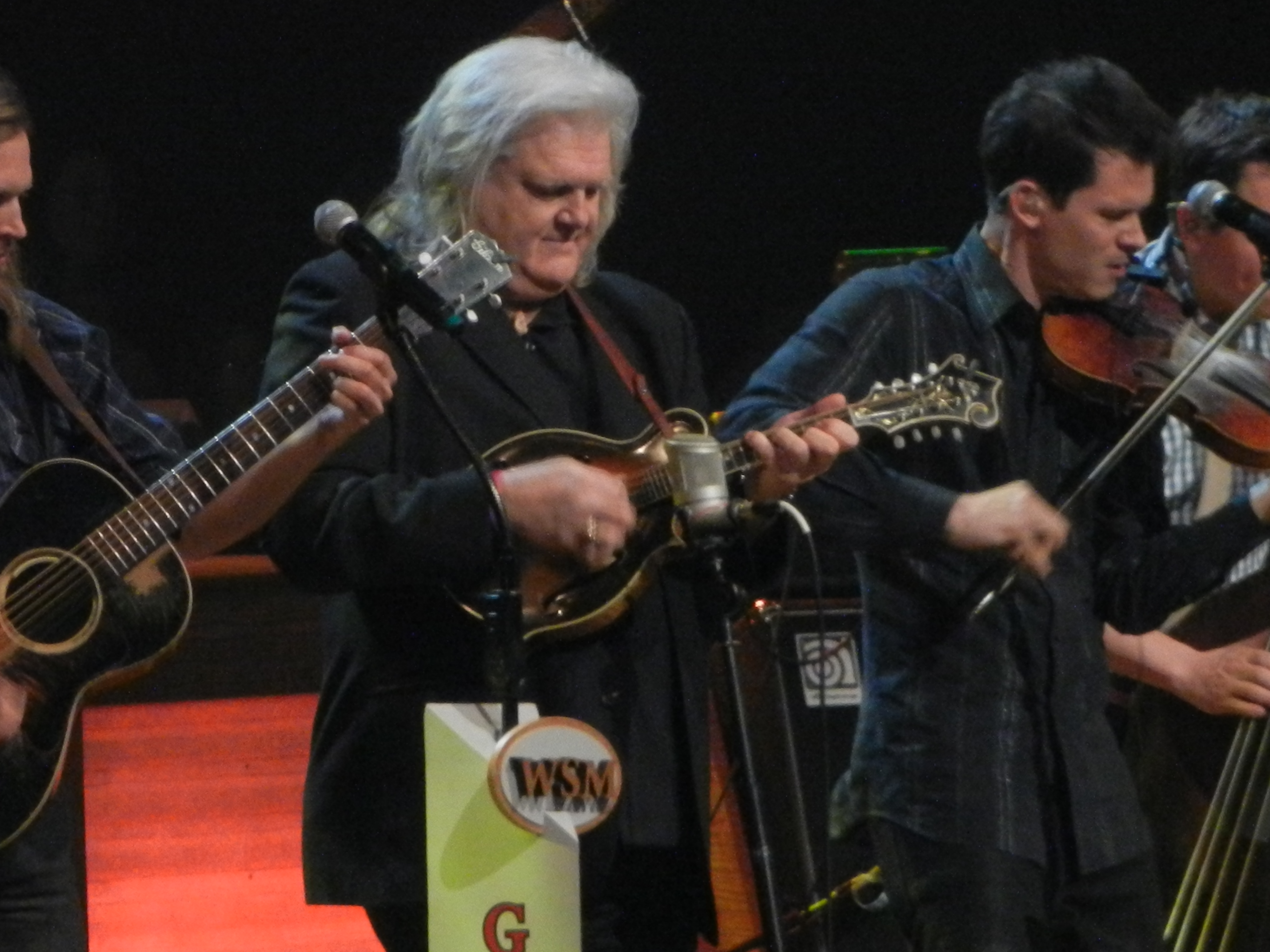
Ricky Skaggs in concerto al Grand Ole Opry nel 2013

Ricky Skaggs è stato sposato con Brenda Stanley, con cui ha avuto due figli.
Nell’agosto del 1981 ha sposato Sharon White, dalla relazione sono nati: una figlia, Molly, e un figlio, Lucas.
Ricky ha una forte fede cristiana, che viene anche messa in mostra nei suoi lavori gospel, inoltre è politicamente conservatore ed ha spesso supportato le politiche attuate da Donald Trump.
Nel giugno 2020, Skaggs è stato sottoposto a un intervento chirurgico di bypass quadruplo a Nashville.

## Successo commerciale
Nella sua carriera, Skaggs ha ottenuto quattro dischi d'oro (Waitin' For The Sun To Shine, Don't Cheat In Our Home Town, Live In London e Country Boy) e un disco di platino (Highways And Heartaches), certificati negli Stati Uniti dalla RIAA. Anche in Canada ha ottenuto un buon successo commerciale, ottenendo tre dischi di platino e uno d'oro.
Egli ha inoltre vinto 15 Grammy Awards e 8 Country Music Association Awards.

## Posizioni numero uno nelle classifiche
Di seguito sono riportate le posizioni #1 nelle principali classifiche americane raggiunte da Skaggs:
Classifica singoli country  - 11 prime posizioni
1982- “Crying My Heart Out Over You”  
1982- “Heartbroke”  
1982- “I Don’t Care”
1983- “Don’t Cheat in Our Hometown”      
1983- “Highway 40 Blues”          
1983- “I Wouldn’t Change You If I Could”
1984- “Honey (Open That Door)”            
1984- “Uncle Pen”  
1985- “Country Boy”      
1986- “Cajun Moon”            
1989- “Lovin’ Only Me”
Classifica album country - 4 prime posizioni
1982- “Highways & Heartaches”
1983- “Don’t Cheat In Our Hometown”
1984- “Country Boy”
1985- “Live In London”
Classifica album bluegrass - 7 prime posizioni
2004- “Brand New Strings”
2006- “Instrumentals”
2007- “Ricky Skaggs & Bruce Hornsby”
2007- Ricky Skaggs & The Whites: “Salt of the Earth”
2008- “Honoring the Fathers of Bluegrass: Tribute to 46 & 47”
2009- “Ricky Skaggs Solo: Songs My Dad Loved”
2013- “Cluck Ol’ Hen”, live con Bruce Hornsby

## Premi e riconoscimenti

### Premi musicali
- 15 Grammy Awards
- 8 Country Music Association Awards

### Riconoscimenti
- Nel 2004 è entrato a fare parte della Kentucky Music Hall of Fame
- Nel 2012 è entrato a fare parte della Gospel Music Association Hall of Fame
- Nel 2016 è entrato a fare parte della Musicians Hall of Fame
- Nel 2018 è entrato a fare parte della National Fiddler Hall of Fame
- Nel 2018 è entrato a fare parte della Bluegrass Music Hall of Fame
- Nel 2018 è entrato a fare parte della Country Music Hall of Fame.
- Nel 2021 ha ricevuto la National Medal of the Arts dal presidente Donald Trump.

## Discografia

### Album in studio e in collaborazione
- 1971 - Second Generation Bluegrass (con Keith Whitley)
- 1975 - That's It!
- 1977 - That Down Home Feeling (con Buck White & The Down Home Folks)
- 1978 - One Way Track (con Boone Creek)
- 1979 - Sweet Temptation
- 1980 - Skaggs & Rice (con Tony Rice)
- 1981 - Waitin' for the Sun to Shine
- 1982 - Family & Friends
- 1982 - Highways & Heartaches
- 1983 - Don't Cheat in Our Hometown
- 1984 - Country Boy
- 1985 - Live in London (live)
- 1986 - Love's Gonna Get Ya!
- 1988 - Comin' Home to Stay
- 1989 - Kentucky Thunder
- 1991 - My Father's Son
- 1995 - Solid Ground
- 1997 - Life Is a Journey
- 1997 - Bluegrass Rules! (con Kentucky Thunder)
- 1999 - Ancient Tones (con Kentucky Thunder)
- 1999 - Soldier of the Cross (con Kentucky Thunder)
- 2000 - Big Mon: The Songs of Bill Monroe
- 2001 - History of the Future (con Kentucky Thunder)
- 2002 - Ricky Skaggs and Friends Sing the Songs of Bill Monroe
- 2003 - Live at the Charleston Music Hall (live con Kentucky Thunder)
- 2003 - The Three Pickers (con Earl Scruggs e Doc Watson)
- 2004 - Brand New Strings (con Kentucky Thunder)
- 2005 - A Skaggs Family Christmas: Volume One (natalizio)
- 2006 - Instrumentals (con Kentucky Thunder)
- 2007 - Ricky Skaggs & Bruce Hornsby (con Bruce Hornsby)
- 2007 - Salt of the Earth (con The Whites)
- 2008 - Honoring the Fathers of Bluegrass: Tribute to 1946 and 1947 (con Kentucky Thunder)
- 2009 - Solo (Songs My Dad Loved)
- 2010 - Mosaic
- 2011 - Country Hits Bluegrass Style
- 2011 - A Skaggs Family Christmas: Volume Two (natalizio)
- 2012 - Music to My Ears (con Kentucky Thunder)
- 2013 - Cluck Ol' Hen (live con Bruce Hornsby)
- 2014 - Hearts Like Ours (con Sharon White)